# Scotopteryx simplificata
Scotopteryx simplificata là một loài bướm đêm trong họ Geometridae.